# Кречмер, Пауль
Пауль Кречмер (нем. Paul Kretschmer; 2 мая 1866, Берлин — 9 марта 1956, Вена) — немецкий филолог. Специалист по древнегреческому языку, а также по анатолийским и этрусскому языкам.
Учился в Берлине у Германа Дильса. В 1897—1899 гг. экстраординарный профессор сравнительного языкознания в Марбургском университете, затем до 1936 года профессор Венского университета.
Особое значение имела книга Кречмера «Введение в историю греческого языка» (нем. Einleitung in die Geschichte der griechischen Sprache; 1896), в которой был впервые широко рассмотрен вопрос о догреческом языковом субстрате в Средиземноморье. Среди других важных работ Кречмера — «Исследования по индогерманскому ударению и тону» (нем. Indogermanische Accent- und Lautstudien; 1891), «Надписи на греческих вазах» (нем. Die griechische Vaseninschriften; 1894), «Надписи из Орнавассо и лигурский язык» (нем. Die Inschriften von Ornavasso und die ligurische Sprache; 1902). В 1917 году Кречмер подготовил книгу «Греческие народные сказки» (нем. Griechische Volksmärchen).
Кречмер посвятил много времени изучению вопроса о стране Хайаса. В 1933 году Венская академия наук опубликовала работу Кречмера «Национальное имя армян Хайк» (нем. «Der nationale Name der Armenier Haik»), в котором он приходит к выводу, что «употреблённое в Богазкёйских надписях имя Хайаса означает „Армения“».